# Khurutshe
Khurutshe è un villaggio del Botswana situato nel distretto di Kgatleng, sottodistretto di Kgatleng. Il villaggio, secondo il censimento del 2011, conta 130 abitanti.

## Località
Nel territorio del villaggio sono presenti le seguenti 1 località:
- Khurutshe Lands